# 贡纳尔·赫耶尔
贡纳尔·赫耶尔（瑞典語：Gunnar Höjer，1875年1月27日—1936年3月13日），生于北雪平，瑞典男子体操运动员。他曾获得1908年夏季奥运会体操比赛男子团体全能金牌。他于1936年在哈帕兰达去世。